# Série zêta rationnelle
En mathématiques, une série zêta rationnelle est la représentation d'un nombre réel arbitraire en termes d'une série constituée de nombres rationnels et de la fonction zêta de Riemann ou de la fonction zêta de Hurwitz.  Plus précisément, pour un nombre réel donné x, la série zêta rationnelle pour x est donnée par
{\displaystyle x=\sum _{n=2}^{\infty }q_{n}\zeta (n,m)}
où qn est un nombre rationnel, la valeur m reste fixée et ζ(s, m) est la fonction zêta de Hurwitz. Il n'est pas difficile de montrer que tout nombre réel x peut être développé de cette manière. Pour m entier, on a
{\displaystyle x=\sum _{n=2}^{\infty }q_{n}\left[\zeta (n)-\sum _{k=1}^{m-1}k^{-n}\right].}

## Développement en série zêta
Pour m = 2, beaucoup de nombres intéressants ont une expression simple sous forme de série zêta rationnelle.
Des égalités simples se déduisent de l'égalité d'Euler-Goldbach :

{\displaystyle \sum _{\omega \in {\mathcal {S}}}(\omega -1)^{-1}=1} où {\displaystyle {\mathcal {S}}} désigne l'ensemble des puissances kèmes entières non triviales.
On en tire :
{\displaystyle 1=\sum _{n=2}^{\infty }\left[\zeta (n)-1\right]}
{\displaystyle {\frac {1}{2}}=\sum _{n=2}^{\infty }(-1)^{n}\left[\zeta (n)-1\right]}
{\displaystyle {\frac {3}{4}}=\sum _{n=1}^{\infty }\left[\zeta (2n)-1\right]}
{\displaystyle {\frac {1}{4}}=\sum _{n=1}^{\infty }\left[\zeta (2n+1)-1\right]}
et
{\displaystyle 1-\gamma =\sum _{n=2}^{\infty }{\frac {1}{n}}\left[\zeta (n)-1\right]}
où γ est la constante d'Euler-Mascheroni. Il existe aussi une série pour π :
{\displaystyle \ln \pi =\sum _{n=2}^{\infty }{\frac {2(3/2)^{n}-3}{n}}\left[\zeta (n)-1\right]}
et
{\displaystyle {\frac {13}{30}}-{\frac {\pi }{8}}=\sum _{n=1}^{\infty }{\frac {1}{4^{2n}}}\left[\zeta (2n)-1\right],}
qui est remarquable par sa convergence rapide. Cette dernière série se déduit de l'identité générale
{\displaystyle \sum _{n=1}^{\infty }(-1)^{n}t^{2n}\left[\zeta (2n)-1\right]={\frac {t^{2}}{1+t^{2}}}+{\frac {1-\pi t}{2}}-{\frac {\pi t}{{\rm {e}}^{2\pi t}-1}}}
qui peut être transformée à partir de la fonction génératrice des nombres de Bernoulli
{\displaystyle {\frac {x}{{\rm {e}}^{x}-1}}=\sum _{n=0}^{\infty }B_{n}{\frac {x^{n}}{n!}}.}
Adamchik et Srivastava donnent une série similaire :
{\displaystyle \sum _{n=1}^{\infty }{\frac {t^{2n}}{n^{2}}}\zeta (2n)=\ln \left({\frac {\pi t}{\sin(\pi t)}}\right).}

## Séries reliées à la fonction polygamma
Un nombre de relations supplémentaires peuvent être déduites à partir des séries de Taylor pour la fonction polygamma ψ(m) au point z = 1, qui est
{\displaystyle \psi ^{(m)}(z+1)=\sum _{k=0}^{\infty }(-1)^{m+k+1}(m+k)!\zeta (m+k+1){\frac {z^{k}}{k!}}.}
Ceci converge pour |z| < 1. Un cas particulier est
{\displaystyle \sum _{n=2}^{\infty }t^{n}\left[\zeta (n)-1\right]=-t\left[\gamma +\psi (1-t)-{\frac {t}{1-t}}\right],}
valide pour |t| < 2. Ici, ψ est la fonction digamma et ψ(m) est la fonction polygamma d'ordre m. Beaucoup de séries impliquant les coefficient binomiaux peuvent s'en déduire :
{\displaystyle \sum _{k=0}^{\infty }{k+\nu +1 \choose k}\left[\zeta (k+\nu +2)-1\right]=\zeta (\nu +2)}
où ν est un nombre complexe. Ceci est issu du développement en série de la fonction zêta de Hurwitz 
{\displaystyle \zeta (s,x+y)=\sum _{k=0}^{\infty }{s+k-1 \choose s-1}(-y)^{k}\zeta (s+k,x)}
pris en y = −1. Des séries similaires peuvent être obtenues par simple calcul algébrique :
{\displaystyle \sum _{k=0}^{\infty }{k+\nu +1 \choose k+1}\left[\zeta (k+\nu +2)-1\right]=1,}
{\displaystyle \sum _{k=0}^{\infty }(-1)^{k}{k+\nu +1 \choose k+1}\left[\zeta (k+\nu +2)-1\right]=2^{-(\nu +1)},}
{\displaystyle \sum _{k=0}^{\infty }(-1)^{k}{k+\nu +1 \choose k+2}\left[\zeta (k+\nu +2)-1\right]=\nu \left[\zeta (\nu +1)-1\right]-2^{-\nu }}
et
{\displaystyle \sum _{k=0}^{\infty }(-1)^{k}{k+\nu +1 \choose k}\left[\zeta (k+\nu +2)-1\right]=\zeta (\nu +2)-1-2^{-(\nu +2)}.}
Pour n entier naturel, la série
{\displaystyle S_{n}=\sum _{k=0}^{\infty }{k+n \choose k}\left[\zeta (k+n+2)-1\right]}
peut être écrite comme une série finie
{\displaystyle S_{n}=(-1)^{n}\left[1+\sum _{k=1}^{n}\zeta (k+1)\right].}
Ceci se déduit d'une simple relation de récurrence Sn + Sn+1 = ζ(n + 2). Ensuite, la série 
{\displaystyle T_{n}=\sum _{k=0}^{\infty }{k+n-1 \choose k}\left[\zeta (k+n+2)-1\right]}
peut être écrite sous la forme
{\displaystyle T_{n}=(-1)^{n+1}\left[n+1-\zeta (2)+\sum _{k=1}^{n-1}(-1)^{k}(n-k)\zeta (k+1)\right]}
pour tout entier n ≥ 1. Ceci se déduit de l'identité Tn + Tn+1 = Sn. Ce processus peut être appliqué récursivement pour obtenir des séries finies pour les expressions générales de la forme
{\displaystyle \sum _{k=0}^{\infty }{k+n-m \choose k}\left[\zeta (k+n+2)-1\right]}
pour les nombres entiers positifs m.

## Séries entières aux points demi-entiers
Des séries similaires peuvent être obtenues en explorant la fonction zêta de Hurwitz pour les valeurs demi-entières. Ainsi, par exemple, on a
{\displaystyle \sum _{k=0}^{\infty }{\frac {\zeta (k+n+2)-1}{2^{k}}}{{n+k+1} \choose {n+1}}=\left(2^{n+2}-1\right)\zeta (n+2)-1.}

## Expressions sous la forme de séries hyperharmoniques
Adamchik et Srivastava donnent 
{\displaystyle \sum _{n=2}^{\infty }n^{m}\left[\zeta (n)-1\right]=1+\sum _{k=1}^{m}k!S(m+1,k+1)\zeta (k+1)}
et
{\displaystyle \sum _{n=2}^{\infty }(-1)^{n}n^{m}\left[\zeta (n)-1\right]=-1+{\frac {1-2^{m+1}}{m+1}}B_{m+1}-\sum _{k=1}^{m}(-1)^{k}k!S(m+1,k+1)\zeta (k+1)}
où les Bk sont les nombres de Bernoulli et les S(m, k) sont les nombres de Stirling de deuxième espèce.

## Autres séries
D'autres constantes ont des séries zêta rationnelles remarquables, comme la constante de Khinchin ou la constante d'Apéry :
{\displaystyle \zeta (3)=-{\frac {4\pi ^{2}}{7}}\sum _{n=0}^{+\infty }{\frac {\zeta (2n)}{(2n+1)(n+1)2^{2n+1}}}}